# Погораны (Гродненский район)
Погораны (бел. Пагара́ны) — деревня в Гродненском районе Гродненской области Республики Беларусь. В составе Коптёвского сельсовета.

## География
Ближайшие населённые пункты Гродно, Жиличи, Пригодичи (через реку Неман) и др.
Пролегает дорога Н-6578.

### Гидрография
Река Неман.

## История
В 1905 году в Горницкой волости Гродненского уезда Гродненской губернии.

## Население

### Численность
- 2019 год — 12 жителей

### Динамика
- 1905 год — 257 жителей (деревня Погоряне)[2]
- 1999 год — 61 жителей (перепись населения)
- 2009 год — 32 жителей (перепись населения)[2]
- 2019 год — 12 жителей (перепись населения)

## Достопримечательность
- Стоянка периода каменного и бронзового веков, селища периода средневековья и нового времени, на северо-восток от деревни Погораны —  Историко-культурная ценность Республики Беларусь, шифр 413В000199.
- Фортификационные сооружения Гродненской крепости: форт № 9 и наблюдательный пост фортовой группы № 9 —  Историко-культурная ценность Республики Беларусь, шифр 412Д000677.